# Falborek
Falborek – wieś w Polsce położona w województwie kujawsko-pomorskim, w powiecie włocławskim, w gminie Brześć Kujawski.
| SIMC    | Nazwa       | Rodzaj    |
| ------- | ----------- | --------- |
| 1032976 | Pod Granicę | część wsi |
| 1033020 | Przy Szosie | część wsi |

Folwark położony w II połowie XVI wieku w powiecie brzeskokujawskim województwa brzeskokujawskiego należał do starostwa brzeskokujawskiego. W latach 1975–1998 miejscowość administracyjnie należała do województwa włocławskiego. Według Narodowego Spisu Powszechnego (III 2011 r.) liczyła 45 mieszkańców. Jest najmniejszą miejscowością gminy Brześć Kujawski.
Falborek to również nazwa osiedla domów wolnostojących, leżącego przy wsi Falborek a należącego do miasta Brześć Kujawski.